# Neurogenia
Neurogenia is een geslacht van insecten uit de orde vliesvleugeligen (Hymenoptera) en de familie Ichneumonidae.

## Soorten
- N. appendiculata (Tosquinet, 1896)
- N. cubitalis (Uchida, 1932)
- N. fujianensis He, 1985
- N. hunanensis He & Tong, 1992
- N. kapuri Jonathan, 1974
- N. laticeps Benoit, 1955
- N. longicornis (Cameron, 1911)
- N. ocellaris Benoit, 1955
- N. shennongjiaensis He, 1985
- N. testacea (Szepligeti, 1908)
- N. tuberculata He, 1985